# Maracandinus rubrofemoratus
Genre
Espèce
Synonymes
- Maracandus rubrofemoratus Pavesi, 1895

Maracandinus rubrofemoratus, unique représentant du genre Maracandinus, est une espèce d'opilions laniatores de la famille des Assamiidae.

## Distribution
Cette espèce est endémique d'Éthiopie. Elle se rencontre vers Alto Ganale Gudda.

## Description
Le syntype mesure 5 mm.

## Systématique et taxinomie
Cette espèce a été décrite sous le protonyme Maracandus rubrofemoratus par Pavesi en 1895. Elle est placée dans le genre Maracandinus par Roewer en 1912.

## Publications originales
- Pavesi, 1895 : « Esplorazione del Giuba e dei suoi affluenti compiuta dal Cap. V. Bottego durante gli anni 1892–93 sotto gli auspicii della Società Geografica Italiana – Risultati Zoologici. XVIII. Arachnidi. » Annali del Museo Civico di Storia Naturale di Genova, sér. 2, vol. 35, p. 493–537 (texte intégral).
- Roewer, 1912 : « Die Familien der Assamiiden und Phalangodiden der Opiliones-Laniatores. (= Assamiden, Dampetriden, Phalangodiden, Epedaniden, Biantiden, Zalmoxiden, Samoiden, Palpipediden anderer Autoren). » Archiv für Naturgeschichte, sér. A, vol. 78, no 3, p. 1–242 (texte intégral).